# روزت قادری
روزت قادری (زاده ۱۳۴۸ در تهران) فیلم‌بردار و مستندساز ایرانی است.

## زندگی
روزت قادری که در تهران به‌دنیا آمد در ۱۳۷۳ از دانشکده سینما تآتر، دانش‌گاه هنر با اخذ مدرک کارشناسی سینما گرایش فیلم‌برداری فارغ‌التحصیل شد. او به هم‌راه امیرشهاب رضویان شرکت فیلم‌سازی و پژوهش‌های سینمایی هیلاج را در ۱۳۷۲ تأسیس کرد که هدف اصلی آن تهیه و توزیع فیلم کوتاه بود.
روزت قادری صاحب امتیاز و مدیر مدرسهٔ فیلم‌سازی هیلاج است. او هم‌چنین جزو معدود فیلم‌برداران زن ایران است که فیلم‌برداری بیش از ۳۰۰ فیلم مستند را به عهده داشته است.
با روزت قادری در کتاب زنان پشت دوربین (به انگلیسی: Women Behind the Camera) گفتگو شده است. او هم‌چنین به عنوان بهترین تصویربردار در مسابقه چهارمین جشنواره سیما از میان آثار پخش شده از تلویزیون در سال‌های ۱۳۸۰ و ۱۳۸۱ انتخاب شد.

## آثار
هر چند حرفهٔ اصلی روزت قادری فیلم‌برداری است اما به عنوان کارگردان، طراح لباس، تدوین‌گر، هم فعالیت داشته است.

### کارگردانی
- پرهوده ۳۵ م. م سیاه وسفید ۱۳۸۰
- مستند آشوریان ۱۳۸۴
- مستند گی ودینگ ۱۳۸۴
- مجموعه زنی در روستا ۱۰ قسمت ۱۳۸۲
- مجموعه مستند – صنعتی سازمان انتقال خون (۲ قسمت) ۱۳۷۸

### فیلم‌برداری

#### فیلم سینمایی
- شکار جن ۱۳۸۰

#### فیلم کوتاه ۳۵ م. م
- خانهٔ متروک ۱۳۸۲
- زمان ۱۳۸۲
- حوا ۱۳۸۲
- صدای سکوت ۱۳۸۱
- فیلم کوتاه و انیمیشن ۱۶ م. م
- مکاشفات ۱۳۷۷
- خودکشی ۱۳۷۶
- خیال ۱۳۷۵
- مسا ۱۳۷۳

#### ویدیو
- مستند آشوریان ۱۳۸۴
- مجموعه مستند زخم‌های زیبایی ۱۳۸۴
- مستند گی ودینگ ۱۳۸۳
- مجموعه تلویزیونی زنان روستا ۶۰ قسمت ۱۳۸۲
- فیلم مستند گناه مریم ۱۳۸۲
- مجموعه مستند تلویزیونی آدم‌ها ۱۳ قسمتی ۱۳۸۲
- مجموعه۳ قسمتی جاده لغزنده است ۱۳۸۲
- مجموعه مستند تلویزیونی ۳ قسمتی یکی کودک بودن ۱۳۸۱
- مستند خدا و تکنولوژی ۱۳۸۱
- فیلم کوتاه یک مرد تشنه - بتاکم - ۱۳۸۱
- مستند قصهٔ خاک سوخته ۱۳۸۰
- مستند همسایه‌ها بتاکم ۱۳۸۰
- سریال مستند تلویزیونی سبز و عاشق بتاکم - تصویربردار ۱۳۸۰
- مستند مهین بتاکم ۱۳۷۸
- فیلم کوتاه آواز برای هامبورگ - مستند بتاکم - ۱۳۷۸
- سریال مستند تلویزیونی مجموعه زنان روستا بتاکم - تصویربردار ۱۳۷۶
- سریال مستند تلویزیونی همایش استحصال باران برای بقا – بتاکم ۱۳۷۶
- سریال مستند آموزشی راهی بسوی فردا– بتاکم بخش مهندسی سازه در مترو ۱۳۷۵
- سریال مستند آموزشی راهی بسوی فردا – بتاکم بخش مهندسی زمین‌شناسی درمترو ۱۳۷۵
- مستند "ماشین روز قیامت" – ۱۳۸۴

### تدوین
- مجموعهٔ تلویزیونی زنی در روستا ۱۰ قسمت ۱۳۸۲
- پرهوده ۳۵ م. م ۱۳۸۰
- سریال مستند آموزشی راهی بسوی فردا بخش مهندسی زمین‌شناسی در مترو بتاکم ۱۳۷۵–۳ قسمت

## عضویت در انجمن‌ها
- انجمن مستندسازان سینمای ایران
- (Society of motion picture & Television Engineers (SMPTE
- (Women in Television & Film -Toronto (WIFT